# 네오디뮴

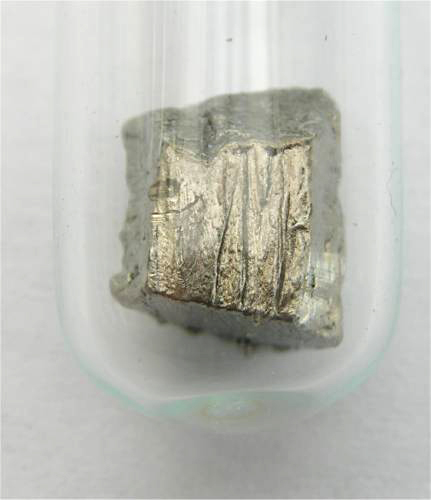

네오디뮴(←영어: Neodymium 니어디미엄[*]) 또는 네오딤(←독일어: Neodym 네오뒴[*])은 화학 원소로 기호는 Nd(←라틴어: Neodymium 네오디미움[*]), 원자 번호는 60이다. 은색의 무른 금속으로 공기 중에서 산화하여 표면의 광택을 잃는다. 1885년 오스트리아의 화학자 칼 아우어 폰 벨스바흐에 의해 발견되었다. 자연에서는 순수한 형태로는 발견되지 않고 주로 란타넘족 원소들과 뒤섞인 채로 발견된다. 네오디뮴은 희토류 금속으로 분류되기는 하지만 실제로는 지각 속에 코발트, 니켈, 구리와 비슷한 정도의 상당한 양이 분포되어 있다. 대부분 중국에서 생산된다.
1927년에는 처음으로 네오디뮴 화합물을 유리 염색에 사용하기 시작하여 현재까지도 유리에 넣는 첨가물로 사용되고 있으며 몇몇 네오디뮴이 함유된 유리는 1047~1062 nm의 파장을 가지는 적외선 레이저에 이용된다. 이는 엄청난 에너지를 필요로 하는 관성 봉입 핵융합에서 사용된다. 네오디뮴의 양이온으로 인해 생기는 네오디뮴 화합물은 자주색을 띠지만 비추는 빛에 따라 그 색이 변한다. 네오디뮴은 다양한 다른 기질 결정들과 함께 쓰이기도 하는데 대표적으로 이트륨-알루미늄 석류석과 함께 Nd:YAG 레이저에 쓰인다. 이 레이저는 보통 1064 nm의 적외선을 발생시키며 가장 흔히 쓰는 고체 레이저 중 하나이다.
또, 네오디뮴은 다른 금속과의 합금 형태로 강력한 자성을 나타내는 네오디뮴 자석을 만드는데 사용되기도 한다. 네오디뮴 자석은 마이크, 확성기, 이어폰, 컴퓨터 하드디스크 등 자석의 질량이나 부피가 작아야 하거나 강력한 자기장이 필요한 곳에 사용된다. 대형 네오디뮴 자석은 큰 힘이 필요한 전동기(예: 하이브리드 자동차) 발전기(예: 항공기나 풍력 발전용 터빈) 등에 사용된다.

## 특성

### 물리적 특성
네오디뮴은 희토류 금속으로 다른 희토류 금속과의 혼합물에 18% 정도 포함되어 있으면 발화 합금의 일종인 미시메탈(misch metal)이 된다. 순수한 네오디뮴은 밝은 은색 광택이 있지만 희토류 금속들 중 반응성이 큰 편에 속하므로 공기 중에서 빠르게 산화된다. 이렇게 생긴 산화 피막은 쉽게 떨어져 나오며 산화 반응을 계속되게 한다. 실제로 네오디뮴의 센티미터 크기의 샘플은 1년 안에 전부 산화된다고 한다.
네오디뮴은 2가지 결정구조를 가지고 있는데 실온에서는 이중 육방정계 구조이고 863°C 이상에서는 체심 입방정계 구조로 전환된다.

### 화학적 특성
네오디뮴은 공기 중에서 빠르게 산화되며 서서히 그 광택을 잃고, 150°C 이상에서는 쉽게 연소하여 네오디뮴 산화물(산화네오디뮴(lll))을 생성한다.

4Nd + 3O2 → 2Nd2O3

또한, 네오디뮴은 전기 음성도가 매우 낮은 원소로(또는 꽤 전기 양성적인 원소로)찬물과는 서서히 반응하지만 뜨거운 물속에서는 빠르게 반응하여 수산화 네오디뮴(lll) 수산화물을 형성하고 수소 기체를 발생시킨다.

2Nd(s) + 6H2O(l) → 2Nd(OH)3(aq) + 3H2(g)

모든 할로젠 원소들과는 격렬하게 반응하는데, 결과물로 생성되는 플루오린화 네오디뮴과 브로민화 네오디뮴은 자주색, 염화 네오디뮴은 연보라색, 아이오딘화 네오디뮴은 녹색이다.
2 Nd (s) + 3F2 (g) → 2 NdF3 [자주색 화합물]
2Nd (s) + 3Cl2 (g) → 2 NdCl3 [연보라색 화합물]
Nd (s) + 3Br2 (g) → 2 NdBr3 [자주색 화합물]
Nd (s) + 3I2 (g) → 2 NdI3 [초록색 화합물]
네오디뮴은 황산에 쉽게 용해되면서 수소 기체를 발생시키며 라일락색의 Nd(lll) 이온을 포함하는 용액을 생성한다.
2 Nd (s) + 3 H2SO4 (aq) → 2 Nd3+ (aq) + 3 SO42- (aq) + 3 H2 (g)
일부 네오디뮴 화합물은 비추는 빛에 따라 그 색이 달라지기도 한다. 이는 네오디뮴의 빛 흡수대와 수은, 3가의 유로퓸과 터븀의 휘선대에 의해 강화된 주위 밝기와의 상호작용으로 인해서이다.

## 동위 원소
자연에는 142Nd, 143Nd, 145Nd, 146Nd, 148Nd의 다섯 개의 네오디뮴 동위 원소가 존재하며 이 중 가장 많이 존재하는 것은 네오디뮴-142(존재 비율 27.13%)이다. 네오디뮴-144와 네오디뮴-150은 방사성 동위 원소로, 반감기가 각각 2.29×1015년과 1.1×1019년이다. 현재까지 네오디뮴의 방사성 동위 원소는 31종류가 발견되었으며, 네오디뮴-144와 150을 제외하고는 모두 반감기가 11일 이하이다.

## 역사
네오디뮴은 1885년 오스트리아 빈에서 화학자 칼 아우어 폰 벨스바흐에 의해 발견되었다. 그는 네오디뮴과 프라세오디뮴을 같이 분리하였다. 그러나 두 원소를 따로 분리하는 것이 매우 힘든 일이라서 1925년까지 순수한 네오디뮴은 분리되지 않았으며, 1930년대에 제조된 네오디뮴 염색 유리도 프라세오디뮴 불순물로 인해 자주색과는 약간 다른 색을 나타낸다.
그리스어로 ‘새로운’을 뜻하는 νέος(neos)와 ‘쌍둥이’를 뜻하는 διδύμος(didymos)에서 이름을 따 '네오디뮴'이라는 이름이 붙었다.

## 존재
네오디뮴은 자연에서 순수한 형태로 발견되지 않고 다른 희토류 금속들을 같이 포함하는 모나자이트나 희토류광(bastnäsite) 등에 소량 들어있다. 지각 속에는 38ppm 정도 포함되어 있으며, 그 양은 세륨에 이어 희토류 금속들 중 두 번째로 높다. 주 생산지는 중국, 미국, 브라질, 인도, 스리랑카, 호주 등이다. 2004년 기준으로 전 세계에서 약 7000톤의 네오디뮴이 생산되었다.

## 이용

### 자석
네오디뮴은 현재 알려진 자석 중 가장 강한 자석인 네오디뮴 자석을 만드는 데 쓰인다. 네오디뮴 자석 하나로 그 무게의 수천 배에 달하는 자성 물질과 상호작용할 수 있다. 또, 네오디뮴 자석은 코발트-사마륨 자석보다 가격이 싸고 가볍고 강력하다는 장점이 있지만 높은 온도에서 자성을 잃는다는 단점 역시 존재한다.
주로 마이크, 확성기, 이어폰, 컴퓨터 하드디스크 등 자석의 질량이나 부피가 작아야 하거나 강력한 자기장이 필요한 곳에 사용된다. 대형 네오디뮴 자석은 하이브리드 차량의 전동기나 발전기 터빈 등에 들어가기도 한다.

### 레이저
소량의 네오디뮴 이온이 들어간 일부 투명 물질은 1054~1064nm의 파장을 갖는 적외선 레이저를 만드는데 사용된다. 이들은 고출력 적외선 레이저를 만들어내는데 이를 다시 녹색 레이저로 전환한 것은 레이저 포인터 등에 사용된다.

## 주의사항
네오디뮴의 분말은 연소와 폭발의 위험이 있다. 또, 네오디뮴 화합물은 정확히 독성이 측정된 적은 없으나 어느 정도의 독성을 나타낼 수 있다. 이들은 눈, 점막, 피부 등에 자극을 줄 수 있고 폐나 간 등에 축적되면 심각한 악영향을 줄 수 있다. 또, 네오디뮴 자석은 매우 강력하여 가까운 거리에 위치시키면 서로 강력하게 붙으므로 부상을 입을 수 있다.

## 같이 보기
- 분류:네오디뮴 화합물
- 란타넘족
- 6주기 원소